# Arturo Escobar
Arturo Escobar, né le 20 novembre 1951, est un anthropologue américano-colombien et professeur émérite d'anthropologie à l'université de Caroline du Nord à Chapel Hill. Connu pour son anthropologie du développement, il propose une  écologie politique, « à partir d'en bas », inspirée par  les mouvements sociaux actuels en Amérique latine et sa connaissance de la théorie critique et décoloniale latino-américaine. Il est proche des mouvements antimondialisation, et des théoriciens du post-développement comme Eduardo Gudynas. Dans ses travaux les plus récents, comme Autonomie et design, il fait un pari : nous  pouvons  amorcer une transition, et changer le design du monde.

## Éducation et carrière
Escobar est né à Manizales, Colombie. Il détient la citoyenneté colombienne et américaine et publie en anglais et en espagnol.
Il est titulaire d'un baccalauréat en sciences en génie chimique (1975) de l'Université de Valle à Cali, en Colombie, et a  suivi un programme d'études  de biochimie à l'École de médecine de l'université del Valle. Par la suite, il a vécu aux États-Unis et obtenu une maîtrise en sciences de l'alimentation et de la nutrition internationale à l'université Cornell, en 1978. Après un bref passage dans le Département de la planification nationale à Bogotá, en Colombie, de 1981 à 1982, il entame en 1987 une formation interdisciplinaire doctorale de l'université Berkeley, en Californie, dans le domaine de la philosophie, de la politique et de la planification du développement.[réf. nécessaire]
Il enseigne principalement dans des universités américaines, y compris l'université du Massachusetts à Amherst, mais aussi en Colombie et à l'étranger.[réf. souhaitée]

## Parcours académique

### Approche anthropologique
L'approche anthropologique d'Escobar est basée sur un double apport : celui des sciences sociales qui se sont bâties en Amérique latine, en particulier en sociologie et anthropologie, et celui des sciences sociales et humaines européennes. La pensée du sociologue colombien Orlando Fals Borda (es), et sa conception du  travail de terrain ont joué un rôle important. Cette influence se retrouve dans son engagement auprès des mouvements  afro-colombiens, ou autochtones, et dans la diffusion du concept de « Sentir penser », élaboré par Orlando Fals Borda lorsqu'ils étudiait les peuples de la côte atlantique.  
De même, il  s'est inspiré du post-structuralisme foucaldien, plus précisément de la généalogie, méthode qu'il a appliquée à la critique du développement analysé comme un discours Il est une figure majeure de l'après-développement, et un commentateur critique important des pratiques de développement défendues par les sociétés industrialisées Occidentales.  Selon Escobar, le problème du développement est qu'il est  basé sur le modèle des pays industrialisés et qu'il a produit la disparition de ceux qu'il était censé aider : une grande partie du monde paysan. Analysant le lien entre développement, conflits et déplacement massif des populations, l'auteur voit dans  la revendication du territoire des indigènes comme ceux du Cauca colombien ou des communautés noires une alternative possible à un développement mortifère (Pieterse, 2010).[réf. nécessaire]
Escobar réalise une critique radicale de la modernité occidentale, qu’il « exotise » à l’envers : elle n'est qu'une création parmi d'autres. Attaché à l'idée d'un World Anthropologies Network étendu (WAN), il critique, comme Eduardo Restrepo, l'état actuel d'une anthropologie mondiale encore marquée par ses origines coloniales. Il explore également les possibilités d'une ère post-développementiste, entre autres en revisitant le concept de design.
Dans Autonomie et design, il explique que le design, que nous assimilons en général au design  d'objet, industriel ,apparu au XIXe siècle, a beaucoup évolué. Désormais, le design est aussi un design social, et vise donc à changer le monde en construisant  par exemple des infrastructures autres (habitat collectifs, espaces communs, etc.). Il considère que le design a une dimension ontologique et peut changer notre être.  Pour lui, si les peuples indigènes ou afrodescendants ont déjà une ontologie relationnelle, qui leur permet de vivre un rapport au monde non mortifère, les Occidentaux peuvent aussi changer leur relation en changeant de design. Ce qu'il nomme le design ontologique est l'axe de sa proposition de changement.[réf. souhaitée]

### Critique du développement
Escobar fait valoir dans son livre Encountering Development: The Making and Unmaking of the Third World, paru en 1995, que le développement international est un mécanisme de contrôle , une forme contemporaine de colonialisme ou d' « l'impérialisme culturel que les pays pauvres avaient peu de moyens de refuser poliment ». Le livre retrace l'ascension et la chute de développement par le biais d'approches foucaldiennes d'analyses du discours, qui considèrent le développement comme ontologiquement culturel (c'est-à-dire par l'examen de la structure linguistique et du sens). Ces études l'ont amené à conclure que « la planification du développement n'était pas seulement un problème dans la mesure où il échouait ; c'était un problème, même quand il réussissait, parce qu'il fixait profondément les modalités de la façon dont les gens dans les pays pauvres pourraient vivre ». Le fait de recourir à la méthode généalogique de Foucault a marqué un tournant dans l'étude du développement. Il passe du "réalisme" à une approche post-structuraliste. Au delà d''une analyse de l'intégration du développement de l'économie ou du vaste éventail d'acteurs du développement et des institutions qu'elles engendrent, sa perspective vise à comprendre le déploiement de ce qu'il nomme « l'appareil de développement ».
L’anthropologue colombien soutient que l'ère du développement a été produite dans le cadre d'un dispositif de savoir-pouvoir nouveau, lorsque les USA modifient leur politique étrangère avec les pays d'Amérique latine. L'ère du développement c'est aussi une construction discursive, dont le discours d'Harry S. Truman, et plus tard, la politique étrangère des USA, rendent compte. En se référant aux trois continents — l'Amérique du Sud, d'Afrique et d'Asie — comme à des pays « sous-développés » , nécessitant des changements importants, Truman a mis en mouvement la construction du « tiers monde ». Arturo Escobar soutient que cette construction sert les impératifs de reproduction sociale américaine et de son impérialisme dans le contexte de la guerre froide et de la décolonisation. L''appareil de développement fonctionne d'après lui comme une des armes de l'hégémonie américaine.[réf. nécessaire]
Escobar encourage les chercheurs à utiliser des méthodes ethnographiques pour favoriser l'arrivée de l'ère du post-développement, par l'avancement de créations déconstructives initiées par les mouvements sociaux contemporains. En effet, dans son livre, l'étude du cas de la Colombie, montre que les développements économiques visant l'économisation de la nourriture ont donné lieu à des plans ambitieux, mais pas nécessairement moins de faim. Dans une nouvelle édition de 2011, le livre commence par une substantielle introduction, dans lequel il soutient que post-développement doit être redéfini, et qu'un champ d'études pluriverselles serait utile.

### L'écologie politique
Escobar a reçu une bourse de la fondation John Simon Guggenheim en 1997 pour étudier la diversité culturelle et biologique de la fin du XXe siècle. Ce projet a abouti à la publication de Territoires de différence : Le Lieu, les Mouvements, la Vie en 2008, écrit après des années de travail sur le terrain, en Colombie, avec un groupe d'Afro-Colombiens, appelé le Proceso de Comunidades Negras (PCN) et formé d'habitants de la forêt tropicale sur Pacifique colombien.

## Publications
- Arturo Escobar, Autonomie et design, Toulouse, Éditions EuroPĥilosophies, 2021 (lire en ligne).
- Arturo Escobar, Sentir-penser avec la Terre : Une écologie au-delà de l'Occident, 2018.
- Arturo Escobar, Feel-thinking with the Earth [« Sentipensar con la tierra »], Medellin, Colombie, Ediciones Unaula, 2014.
- Arturo Escobar et Walter Mignolo, Globalization and the Decolonial Option, Londres, Routledge, 2010.
- Arturo Escobar, Territories of Difference: Place, Movements, Life, Redes. Durham, Duke University Press, 2008.
- Arturo Escobar et Gustavo Lins Ribeiro, World Anthropologies : Disciplinary Transformations in Contexts of Power, Oxford, Berg, 2006.
- Arturo Escobar, Escobar, A. et Harcourt, W., Women and the Politics of Place. Bloomfield, Bloomfield, CT, Kumarian Press, 2005.
- Arturo Escobar, Jai Sen, Anita Anand et Peter Waterman, The World Social Forum: Challenging Empires, Delhi, Viveka, 2004.
- Arturo Escobar, Sonia Alvarez et Evelina Dagnino, Cultures of Politics/Politics of Cultures: Revisioning Latin American Social Movements, Boulder, Westview Press, 2000.
- Arturo Escobar, Encountering Development: The Making and Unmaking of the Third World, Princeton, Princeton University Press, 1995Meilleur prix du livre, de la Nouvelle-Angleterre du Conseil des études de l'Amérique latine, 1996.
- Arturo Escobar et Sonia Alvarez, The Making of Social Movements in Latin America: Identity, Strategy, and Democracy, Boulder, Westview Press, 1992.